# Paolo Orlandoni
Paolo Orlandoni (* 12. August 1972 in Bozen, Südtirol) ist ein Torwarttrainer und ehemaliger italienischer Fußballtorwart, der zuletzt bei Inter Mailand in der italienischen Serie A spielte.

## Karriere
Seine Karriere startete er bei der Jugend des Bozner Vereins Virtus Don Bosco. Im Jugendteam von Inter Mailand setzte er sie fort. 1992 wurde er zur AC Mantova transferiert. Spätere Stationen waren: UC AlbinoLeffe, Casarano, AC Pro Sesto, US Foggia, Acireale Calcio, Reggina Calcio, FC Bologna, Lazio Rom und Piacenza Calcio. Seit 2005 war er wieder im Kader von Inter Mailand. Dort nahm er die Rolle als dritter Torwart ein. Nach der Saison 2011/12 verkündete er seinen Rücktritt als Aktiver.
Am 6. Juli 2012 wurde bekannt, dass Orlandoni neuer Torwarttrainer der Primavera von Inter Mailand wird, diese Stellung hatte Orandoni bis 2015 inne, wechselte danach als Torwarttrainer zu Fenerbahçe Istanbul und 2017 zu FC Nantes.

## Erfolge/Titel
- Italienischer Supercupsieger: 2000, 2005, 2006, 2008 und 2010
- Italienischer Meister: 2005/06*, 2006/07, 2007/08, 2008/09 und 2009/10
- Italienischer Pokalsieger: 2005/06, 2009/10 und 2010/11
- UEFA-Champions-League-Sieger: 2009/10
- Klub-Weltmeister: 2010

* zuerkannt infolge des italienischen Fußball-Skandals 2005/2006